# Desselbrunn
Desselbrunn is een gemeente in de Oostenrijkse deelstaat Opper-Oostenrijk, gelegen in het district Vöcklabruck. De gemeente heeft ongeveer 1500 inwoners.

## Geografie
Desselbrunn heeft een oppervlakte van 17 km². De gemeente ligt in het zuidwesten van de deelstaat Opper-Oostenrijk. Het ligt ten noordoosten van de deelstaat Salzburg en ten zuiden van de grens met Duitsland.
- Gemeinsame Normdatei: 415650-X
- Virtual International Authority File: 128774522